# Maria Kleinrok
Maria Aniela Kleinrok (ur. 21 marca 1932, zm. 14 czerwca 2021) – polska stomatolog, prof. dr hab.

## Życiorys
W 1955 ukończyła studia w Śląskiej Akademii Medycznej w Katowicach. Obroniła pracę doktorską, następnie uzyskała stopień doktora habilitowanego. 5 lipca 1984 nadano jej tytuł profesora w zakresie nauk medycznych. Pracowała w Katedrze i Zakładzie Protetyki Stomatologicznej z Pracownią Zaburzeń Czynnościowych Narządu Żucia na I Wydziale Lekarskim z Oddziałem Stomatologicznym Uniwersytetu Medycznego w Lublinie.
Była zatrudniona na stanowisku profesora zwyczajnego w Wyższej Szkole Menedżerskiej w Białymstoku.
Zmarła 14 czerwca 2021.